# Catedral del Palmar de Troya
La basílica catedral de Nuestra Señora del Palmar Coronada es un templo ubicado en El Palmar de Troya (Provincia de Sevilla, España). Es la sede principal de la Iglesia Cristiana Palmariana de los Carmelitas de la Santa Faz, así como sede de la cátedra pontificia de la organización.

## Historia
La construcción de la iglesia se inició poco después de la constitución del movimiento, tras el Concilio Vaticano II, con el intento de crear un centro de culto que se antepusiese a la basílica de San Pedro en abierta contraposición con el pontífice. El enclave elegido fue el lugar de las apariciones de El Palmar de Troya, donde ya en 1968 se encontraba primada una cruz; luego se erigió una pequeña capilla votiva. Gracias a las donaciones de los fieles en 1976 se construyó una primera estructura estable, completada en 1978. En 1980 empezaron los proyectos para la ampliación de la estructura y la construcción de la catedral actual con la erección de la gran cúpula central en 1982.
La iglesia de la secta se completó en 2014 y se inauguró con una solemne celebración presidida por el pontífice palmariano Gregorio XVIII. Costó alrededor de 100.000.000 de euros, obtenidos de donaciones de miembros del movimiento, así como de legados testamentarios y de la venta de apartamentos de la organización.

## Arquitectura

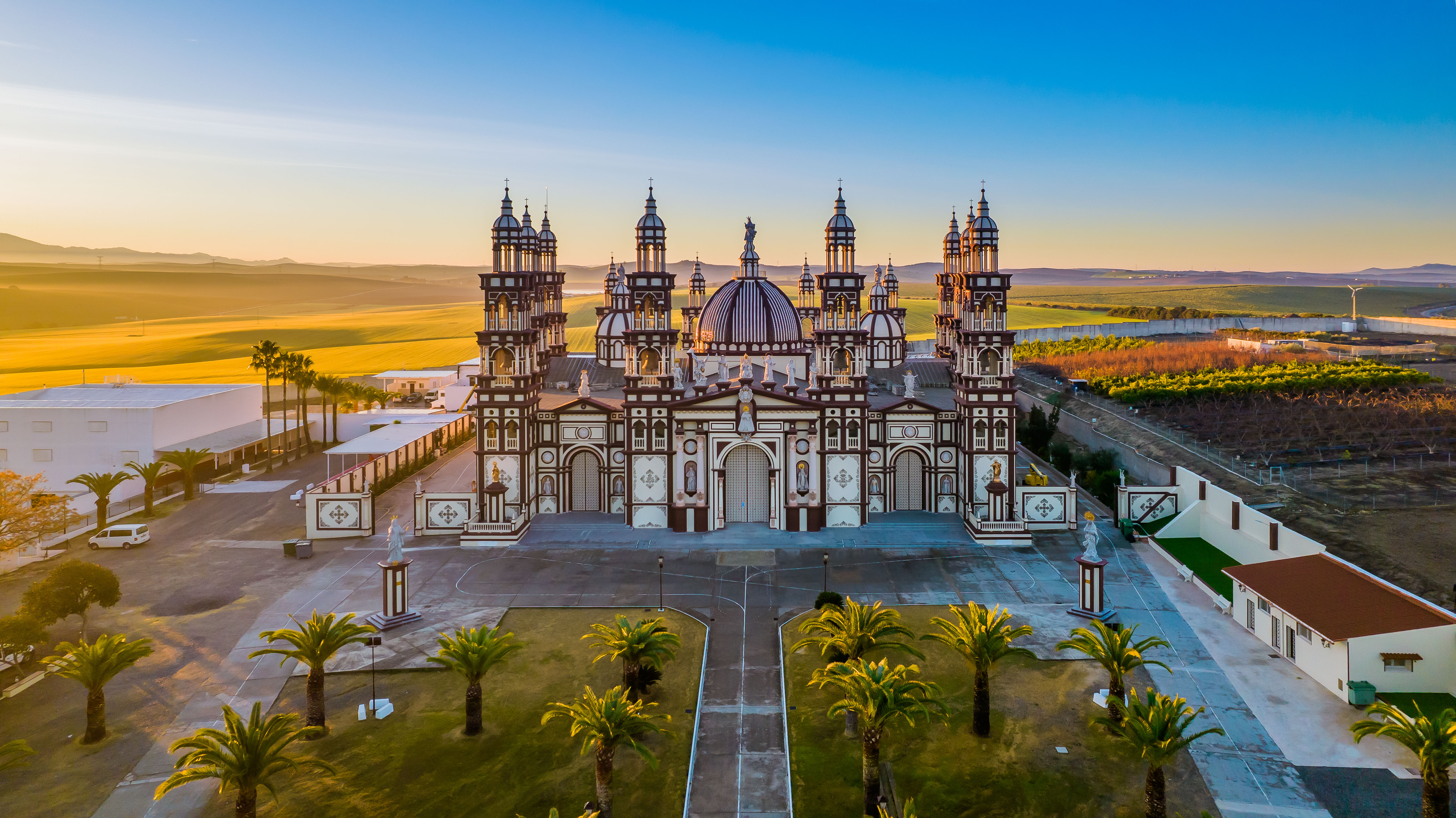
La Catedral del Palmar de Troya.

Es de estilo renacentista al exterior y neogótico, neorrománico, neorrenacentista, neobarroco en el interior, ricamente decorado, especialmente en el altar mayor, enteramente dorado, de formas preconciliares. En el interior de la catedral hay además quince capillas dedicadas respectivamente a la Sagrada Familia, a la Santísima Trinidad, a San Francisco de Asís, a San José del Palmar, a las almas santas del Purgatorio, a María Niña, a San Elias, a Santa Teresa de Lisieux, a Nuestra Señora del Perpetuo Socorro, a Santa María Reina, a San Ignacio de Loyola, a San Domingo de Guzmán, a San Pio de Pietrelcina, a Cristo Rey y al Santísimo Sacramento.
El área de la catedral está rodeada por un alto muro de hormigón que define los límites de competencia de la iglesia palmariana. Todos los ritos tienen lugar dentro del área delimitada, incluso las procesiones fuera de la iglesia. El área de la catedral no solo incluye el templo, sino que también alberga varias residencias para el pontífice palmariano y su corte papal.
El 7 de julio de 2016, el complejo sufrió un incendio que dañó algunas estructuras donde residen los sacerdotes palmarianos, pero no hubo daños a las cosas ni a las personas.